# ¡Tango!
¡Tango! és una pel·lícula musical argentina en blanc i negre que es va estrenar el 27 d'abril de 1933 dirigida per Luis Moglia Barth. És la primera producció de l'empresa que després seria Argentina Sono Film i el primer film argentí a utilitzar el sistema Movietone de so òptic.

## Argument

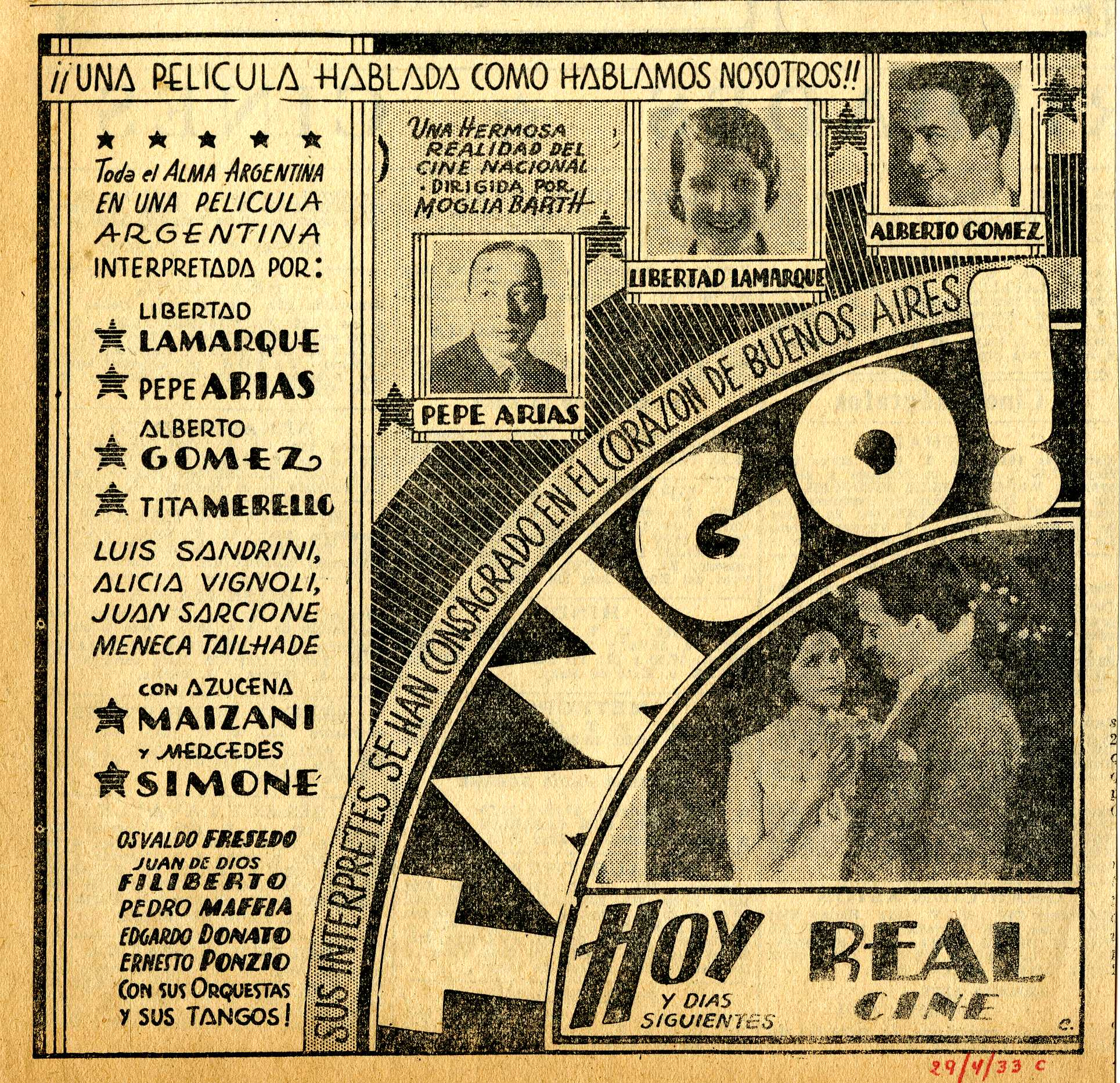
¡¡Una película hablada como hablamos nosotros!! Publicitat de la pel·lícula en un periòdic del 29 d'abril de 1933.

La pel·lícula segueix una fórmula establerta per Carlos Gardel amb pel·lícules com Luces de Buenos Aires (1931) en què s'intercala una història melodramàtica amb cançons de tango.
Tanmateix, es relaciona amb àmbits musicals i pocs diàlegs entre els personatges, la qual cosa va portar a tenir històries amb diverses similituds al cinema argentí en pel·lícules posteriors.
L'inici de la pel·lícula es demostren cançons de tangos interpretada per diversos artistes mentre ballen al ritme de la cançó. I la seva trama se centra en les cançons del tango, ja que moltes d'aquestes parlen de la seducció d'una nena de barri que és pobre i innocent per un home de classe alta, qui li promet una vida glamurosa posteriorment, però l'abandona quan les seves mirades s'esvaeixen.
Es demostra el cas d'un cantor de tango que viu a Buenos Aires, que és abandonat per la seva jove núvia, qui s'escapa amb el maco del barri en el qual ella vivia. Els pensaments del cantor només es dirigeixen cap a ella, i aquest marxa a París per a buscar-la, però sense saber que ella segueix a Buenos Aires.

## Personatges

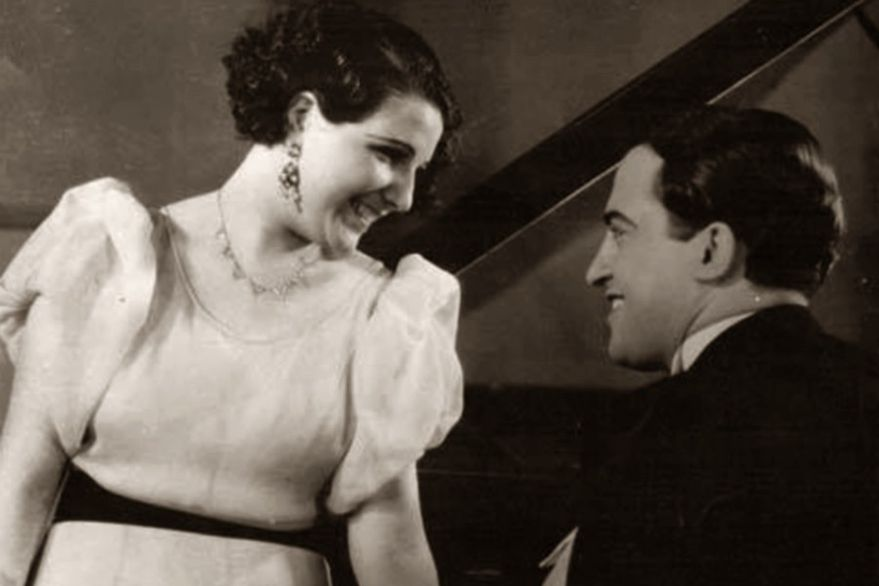
Libertad Lamarque i Alberto Gómez al film.

- Tita Merello com Tita.
- Libertad Lamarque com Elena.
- Alberto Gómez com Alberto.
- Pepe Arias com Pepe el Bonito.
- Juan D'Arienzo com ell mateix.
- Luis Sandrini com Berretín.
- Juan Sarcione com Malandra.
- Azucena Maizani com ella mateixa
- Mercedes Simone com ella mateixa

Altres
- Alicia Vignoli com Alicia.
- Meneca Tailhade com Mecha.
- Juan D'Arienzo.
- Juan de Dios Filiberto.
- Edgardo Donato.
- Osvaldo Fresedo.
- Pedro Maffia.

## Producció
La pel·lícula va ser reconeguda en l'època dels anys 30 i recordada com un dels grans clàssics argentins, ja que majorment es tractaven de pel·lícules musicals. A més, el color va ser en blanc i negre amb la direcció de Luis Moglia Barth, qui també va col·laborar en el guió al costat de Carlos de la Pua, l'encarregat del guió.
De la Pua a més, va haver de buscar en diversos teatres de Buenos Aires, a músics que puguin tocar en la pel·lícula mentre cantava l'actriu Tita Merello, qui porta un paper principal al costat d'Alberto Gómez i Libertad Lamarque. Encara que també va comptar amb les orquestres de tango de Juan de Dios Filiberto, Osvaldo Fresedo i Pedro Maffia. La productora Argentina Sono Film va tenir la seva primera producció creant aquesta pel·lícula, ja que la seva fundació va ser en 1933. La pel·lícula va mostrar forta influència de Hollywood al seu cinema tècnic. Va ser el primer llargmetratge de so òptic que es produeix a l'Argentina, en el nou estudi de so òptica de l'Argentina Sono Film.
L'estrena del film es va emportar el 27 d'abril de 1933 i es va constituir en la primera pel·lícula argentina a ser parlada i cantada. L'èxit reeixit pels artistes protagonistes va fer que tinguessin grans influències en el tango. L'actriu Libertad Lamarque que havia treballat anteriorment en el cinema mut inicia amb aquesta pel·lícula la seva carrera en el cinema sonor i posteriorment reconeguda totalment amb gran èxit durant la seva carrera posteriorment a Mèxic. El cost de la pel·lícula va ser de 20.000 pesos amb una recaptació major.
Tango! va reunir en el seu elenc pel cap alt popular i querible dels espectadors d'aquella època. Els noms de Libertad Lamarque, Azucena Maizani, Luis Sandrini, Tita Merello, Pepe Arias, Alberto Gómez, Mercedes Simone, Alicia Vignoli i Juan Sarcione s'unien a les orquestres famoses de Buenos Aires.

## Recepció
L'enfocament de contractar intèrprets coneguts va assegurar que els devots del teatre popular i de les radionovel·les formessin un públic preparat per a les pel·lícules sonores.
Luis Sandrini, que va interpretar "el pobre nen del barri, immadur i insegur", es va convertir en la primera estrella de cinema argentí.
Tanmateix, ¡Tango! tenia una qualitat de so deficient, la qual cosa va fer que tingués menys èxit del que hauria d'haver rebut el seu repartiment d'estrelles.